# Garnieryt
Garnieryt – rzadki minerał z gromady krzemianów, zaliczany do grupy serpentynów. Jest kruchy, przeświecający.
Jego nazwa pochodzi od nazwiska odkrywcy – francuskiego geologa Juliusza Garniera. 

## Występowanie
Występuje w skupieniach skrytokrystalicznych, zbitych, łuseczkowych, rzadziej spilśnionych lub naciekowych.
Minerał wtórny – powstaje w wyniku wietrzenia skał ultrazasadowych (perydotów) i serpentynitów zasobnych w nikiel. Współwystępuje z pimelitem, magnezytem, limonitem, opalem, chryzoprazem.
Miejsca występowania: Nowa Kaledonia, Rosja – Ural, Kuba, USA – Oregon, Karolina Północna, Madagaskar, Czechy, Niemcy.
W Polsce  - znany jest z Dolnego Śląska (okolice Góry Ślęży k. Sobótki, Szklary k. Ząbkowic Śląskich).

### Zastosowanie
- cele kolekcjonerskie,
- znaczenie naukowe,
- ważne źródło niklu[1] – 47% NiO (do uszlachetniania stali, produkcji stopów).